# Autumn Rhythm
Autumn Rhythm (Number 30) è un dipinto (266.7x525.8 cm) realizzato nel 1950 circa dal pittore Jackson Pollock.
È conservato nel Metropolitan Museum of Art di New York.